# Life's So Fun Tour
Life's So Fun Tour es la cuarta gira principal de conciertos en curso de la banda estadounidense de indie pop Muna. La gira apoya su tercer álbum de estudio Muna (2022). La gira comenzó en el Empire Polo Club en Indio el 14 de abril de 2023 y concluyó en el Greek Theatre de Los Ángeles el 12 de octubre de 2023.

## Antecedentes
En enero de 2023, Muna anunció que se embarcarían en una segunda gira como cabeza de cartel que constaría de 14 fechas en apoyo de su tercer álbum homónimo. Tras su anuncio, se anunció que tocarían en Coachella. Anteriormente, se había anunciado que Muna también sería telonero de Taylor Swift para su The Eras Tour, así como de Boygenius para su gira principal. En abril de 2023 se anunció que Muna tocaría en All Things Go en Baltimore, Maryland y en mayo de 2023, anunciaron que encabezarían el Treeline Festival en Columbia, Missouri.

## Repertorio
Este setlist es representativo del concierto del 19 de abril de 2023 en San Francisco. No pretende representar todos los espectáculos de la gira.
1. "What I Want"
2. "Number One Fan"
3. "Solid"
4. "Stayaway"
5. "Runner's High"
6. "So Special"
7. "No Idea"
8. "Loose Garment"
9. "Winterbreak"
10. "Kind of Girl"
11. "Taken"
12. "Pink Light"
13. "Around U"
14. "Crying on the Bathroom Floor"
15. "Home by Now"
16. "Anything but Me"
17. "One That Got Away"

Encore
1. "I Know a Place"
2. "Silk Chiffon"